# Ceza
Ceza (Istanboel, 31 december 1976) is een Turkse rapper. In zijn jeugdjaren ontdekte hij hiphop op school met cassettebandjes van zijn klasgenoten waar muziek van onder andere KRS-One op stond. Toen hij zelf begon met rappen, was hij werkzaam als elektricien. Nadat hij succes had met rappen, stopte hij met zijn werk en ging door met muziek. Hij maakte eerst muziek met Nefret en later besloot hij aan zijn solocarrière te beginnen.

## Nefret
Zijn echte naam is Bilgin Özçalkan. Hij begon in 1998 samen met Dr. Fuchs. Zij richtten de rapgroep Nefret op. Samen brachten ze twee albums uit: Anahtar en Meclis-i Ala. Daarna was Dr. Fuchs niet meer actief, omdat hij zijn dienstplicht van 18 maanden moest vervullen in Turkije. Ondertussen was Ceza bezig met zijn soloalbums, Med-Cezir en Rapstar. Dr. Fuchs keerde terug van zijn dienstplicht en voerde een verandering in zijn naam door. Hij gebruikt nu Fuchs in plaats van Dr. Fuchs. In 2005 besloten ze de groep Nefret op te heffen. Fuchs bracht nog twee soloalbums uit, Huzur-N-Darem en Selam.

## Solocarrière
Ceza ging echter solo verder en verscheen op verschillende albums van andere artiesten, zoals Fuat, Mercan Dede, Fjärde Världen en Burcu Güneş. Hij bracht het album Med-Cezir uit in 2001 en in 2004 verscheen zijn album Rapstar. Met Rapstar had hij meer bekendheid gekregen als rapper. In 2006 bracht hij de single Feyz Al uit als voorproefje op zijn komende album. In 2007 kwam het album Yerli Plaka uit. In 2008 bracht hij een gratis mixtape uit, genaamd Evin Delisi, omdat hij al 10 jaar bezig is met rappen.
Ceza heeft inmiddels samengewerkt met artiesten als Sezen Aksu, Yıldız Tilbe, Tech N9ne, Sagopa Kajmer, Killa Hakan, Eko Fresh en zijn zusje Ayben. In 2007 won hij een MTV Award voor Best Turkish Act.

## Ruzies
Veel oude vrienden van hem zijn nu als vijanden en regelmatig wordt er een disstrack uitgebracht. De bekendste namen waarmee Ceza op dit moment in conflict is, zijn Sirhot en Ege Çubukcu. Yener, Dinç Çağdas en Fuat hebben in het verleden ook ruzie met Ceza gehad, maar deze zijn inmiddels bijgelegd. Met Fuchs heeft hij geen ruzie, maar de relatie is wel verwaterd.
In 2006 schold Ceza de beroemde Turkse Rockster Kıraç uit tijdens een optreden. Dit werd ongecensureerd live op de Turkse televisie uitgezonden. Ceza deed dit omdat Kıraç in een interview alle mensen van de hiphopcultuur beschuldigde van onder andere drugsgebruik. Ceza nam de uitspraken van Kıraç erg kwalijk, want Ceza was juist tegen het gebruik van drugs. Dit leidde dus uiteindelijk tot de beruchte uitspraken tijdens zijn optreden. Ceza verontschuldigde zich en zei dat hij zich alleen verontschuldigde omdat hij anders een hoog bedrag uit zou moeten betalen, nadat Kıraç hem had aangeklaagd. Enkele dagen na de aanklacht was een track van Ceza te downloaden waarin hij dezelfde teksten gebruikt als die tijdens het optreden.
- Gemeinsame Normdatei: 135492440
- International Standard Name Identifier: 0000 0000 5782 3228
- Library of Congress Control Number: no2012047371
- MusicBrainz: ce6d47b6-11ab-4330-89b8-937c258dc515
- Virtual International Authority File: 80220394
- WorldCat: E39PBJp9w7GpMD6pvc89XTqWjC